# Miss Alaska USA
Miss Alaska USA est un concours de beauté féminin, pour les jeunes femmes âgées de 17 à 26 ans, habitantes de l'Alaska, qualificative pour l'élection de Miss USA.

## Lauréates
| Année | Nom                    | Domicile        | Âge1 | Classement à Miss USA | Prix spécial à Miss USA    | Notes                                                                         |
| ----- | ---------------------- | --------------- | ---- | --------------------- | -------------------------- | ----------------------------------------------------------------------------- |
| 2025  | Kelsey Craft           | Anchorage       | 34   |                       |                            |                                                                               |
| 2024  | Brenna Schaake         | Fairbanks       | 29   |                       |                            |                                                                               |
| 2023  | Jordan Naylor          | Anchorage       | 25   |                       | Miss Congeniality          |                                                                               |
| 2022  | Courtney Schuman       | Anchorage       | 28   |                       | Miss Congeniality          | Miss Alaska 2018                                                              |
| 2021  | Madison Edwards        | Anchorage       | 24   |                       |                            |                                                                               |
| 2020  | Hannah Carlile         | Fairbanks       | 24   |                       |                            |                                                                               |
| 2019  | JoEllen Walters        | Eagle River     | 25   |                       |                            |                                                                               |
| 2018  | Brooke Johnson         | Anchorage       | 26   |                       |                            |                                                                               |
| 2017  | Alyssa London          | Ketchikan       | 27   | Top 10                |                            |                                                                               |
| 2016  | Ariane Audett          | Anchorage       | 21   |                       |                            |                                                                               |
| 2015  | Kimberly Agron         | Anchorage       | 20   |                       | Miss Congeniality          | Miss Alaska Teen USA 2013                                                     |
| 2014  | Kendall Bautista       | Eagle River     | 21   |                       |                            |                                                                               |
| 2013  | Melissa McKinney       | Anchorage       | 26   |                       |                            |                                                                               |
| 2012  | Jessica Kazmierczak    | Salcha          | 21   |                       |                            |                                                                               |
| 2011  | Jessica Chuckran       | Anchorage       | 23   |                       |                            |                                                                               |
| 2010  | Sarah Joy Temple       | Eagle River     | 21   |                       |                            |                                                                               |
| 2009  | Jessica Nolin          | Palmer          | 22   |                       |                            |                                                                               |
| 2008  | Courtney Erin Carroll  | Fairbanks       | 25   |                       | Miss Photogénique          |                                                                               |
| 2007  | Blair Chenoweth        | Anchorage       | 25   |                       |                            | Miss Alaska 2003                                                              |
| 2006  | Noelle Meyer           | Eagle River     | 25   |                       |                            |                                                                               |
| 2005  | Aleah Scheick          | Anchorage       | 22   |                       |                            |                                                                               |
| 2004  | Cari Leyva             | Anchorage       | 20   |                       |                            | Plus tard Miss Alaska 2007                                                    |
| 2003  | Stacey Storey          | Eagle River     | 23   |                       |                            | Participante à Miss Alaska 1995 puis à Miss Texas USA 2001                    |
| 2002  | Christine Olejniczak   | Palmer          | 20   |                       |                            | Miss Alaska Teen USA 2000                                                     |
| 2001  | Ivette Fernandez       | Fairbanks       | 25   |                       |                            |                                                                               |
| 2000  | Laurie Ann Miller      | Palmer          | 21   |                       |                            | Participante à Miss Alaska Teen USA 1997                                      |
| 1999  | Anna Ruble             | Anchorage       | 26   |                       |                            |                                                                               |
| 1998  | Pamela Kott            | Anchorage       |      |                       |                            |                                                                               |
| 1997  | Rea Bavilla            | Unalaska        | 23   |                       |                            | Présidente du comité Miss Alaska Teen USA]                                    |
| 1996  | Janelle Canady         | Barrow          | 23   |                       |                            |                                                                               |
| 1995  | Theresa Lindley        | Anchorage       |      |                       |                            |                                                                               |
| 1994  | Dawn Stuvek            | Anchorage       |      |                       |                            |                                                                               |
| 1993  | Teresa Gates           | Anchorage       |      |                       |                            |                                                                               |
| 1992  | Kelly Quirk            | Anchorage       |      |                       |                            |                                                                               |
| 1991  | Tiffany Smith          | Tok             |      |                       |                            |                                                                               |
| 1990  | Karin Meyer            | Anchorage       |      | Top 6                 |                            | 1re dauphine de Miss Monde USA 1992, semi-finaliste de Miss Asia Pacific 1992 |
| 1989  | Tina Geraci            | Eagle River     |      |                       |                            |                                                                               |
| 1988  | Raun Reaves            | Anchorage       |      |                       |                            | 4e dauphine à Miss Oktoberfest 1988                                           |
| 1987  | Shelly Dunlevy         | Anchorage       |      |                       |                            |                                                                               |
| 1986  | Kim Christopher-Taylor | Fairbanks       |      |                       |                            |                                                                               |
| 1985  | Kari Moore             | Fairbanks       |      |                       |                            |                                                                               |
| 1984  | Sherri McNealley       | Fort Wainwright |      |                       |                            |                                                                               |
| 1983  | Amy Harms              | Fairbanks       |      |                       |                            |                                                                               |
| 1982  | Toni McFadden          | Fairbanks       |      |                       | Miss Congeniality          |                                                                               |
| 1981  | Shelly Brunaugh        | Fairbanks       |      |                       |                            |                                                                               |
| 1980  | Debby Fickus           | Fairbanks       | 18   |                       |                            |                                                                               |
| 1979  | Kimberley Fidler       | North Pole      |      |                       |                            |                                                                               |
| 1978  | Barbara Samuelson      | Anchorage       |      | Top 15 Semi-finaliste |                            |                                                                               |
| 1977  | Edith Baker            | Fairbanks       | 21   |                       |                            | Marié à Michael C. Desmond en 1980.                                           |
| 1976  | Elizabeth Staib        |                 |      |                       |                            |                                                                               |
| 1975  | Andie Higgins          | Fairbanks       |      |                       |                            |                                                                               |
| 1974  | Cynthia Dickerson      |                 |      |                       |                            |                                                                               |
| 1973  | Wendy Curwen           |                 |      |                       |                            |                                                                               |
| 1972  | Patricia Lane          |                 |      | Top 15 Semi-finaliste | Meilleurs costume national |                                                                               |
| 1971  | Katherine Hartman      |                 |      |                       | Best State Costume         |                                                                               |
| 1970  | Therese Press          |                 |      |                       |                            |                                                                               |
| 1969  | Linda Louise Rowley    |                 |      |                       | Best State Costume         |                                                                               |
| 1968  | Sharon Long            |                 |      |                       |                            |                                                                               |
| 1967  | Maria Helfrich         |                 |      |                       |                            |                                                                               |
| 1966  | Elrita Blakensop       |                 |      |                       |                            |                                                                               |
| 1965  | Carla Sullivan         |                 |      |                       | Best State Costume         |                                                                               |
| 1964  | Patricia Marlin        |                 |      | 2e dauphine           |                            | 1er dauphine à Miss World USA 1964                                            |
| 1963  | Nina Whaley            |                 |      |                       |                            |                                                                               |
| 1962  | Teresa Hanson          |                 |      |                       |                            |                                                                               |
| 1961  | Judy Onstad            |                 |      |                       |                            |                                                                               |
| 1960  | Evelyn Bly             |                 |      |                       |                            |                                                                               |
| 19592 | Anna Lekanof           |                 |      |                       |                            |                                                                               |

## Palmarès à l’élection Miss USA depuis 1952
- Miss USA :
- 1re dauphine :
- 2e dauphine : 1964
- 3e dauphine :
- 4e dauphine :
- Top 5 : 1990
- Top 10 : 1972, 1978, 2017
- Top 20 :
- Classement des États pour les 10 dernières élections :